# Conte di Leven
Conte di Leven (pronunciato "Lee-Ven") è un titolo nel Pari di Scozia. È stato creato nel 1641 per Alexander Leslie. Gli succedette il nipote Alexander, che è stato a sua volta succeduto dalle figlie Margaret e Catherine. In seguito, ci fu una controversia relativa alla successione al titolo tra David Melville e John Leslie, I duca di Rothes. Nel 1707, Melville successe al titolo di Conte di Melville, e, successivamente, le contee sono stati unite.
Gli altri titoli detenuti dal conte sono: visconte di Kirkaldie (creato nel 1690), Lord di Melville Monymaill (creato nel 1616), Lord Balgonie (creato nel 1641), Lord Raith, Monymaill e Balwearie (creato nel 1690). Tutti sono nel Pari di Scozia.
L'erede apparente alla contea detiene il titolo di Lord Balgonie.
La residenza della famiglia è Glenferness House, nei pressi di Nairn.

## Conti di Leven (1641)
- Alexander Leslie, I conte di Leven (1580-1661)
- Alexander Leslie, II conte di Leven (1637-1664)
- Margaret Leslie, contessa di Leven (?-1674)
- Catherine Leslie, contessa di Leven (1663-1676)
- David Leslie, III conte di Leven, II conte di Melville (1660-1728)
- David Leslie, IV conte di Leven, III conte di Melville (1717-1729)
- Alexander Leslie, V conte di Leven, IV conte di Melville (1695-1754)
- David Leslie, VI conte di Leven, V conte di Melville (1722-1802)
- Alexander Leslie-Melville, VII conte di Leven, VI conte di Melville (1749-1820)
- David Leslie-Melville, VIII conte di Leven, VII conte di Melville (1785-1860)
- John Thornton-Melville, IX conte di Leven, VIII conte di Melville (1786-1876)
- Alexander Leslie-Melville, X conte di Leven, IX conte di Melville (1817-1889)
- Ronald Leslie-Melville, XI conte di Leven, X conte di Melville (1835-1906)
- John Leslie-Melville, XII conte di Leven, XI conte di Melville (1886-1913)
- Archibald Leslie-Melville, XIII conte di Leven, XII conte di Melville (1890-1947)
- Alexander Leslie-Melville, XIV conte di Leven, XIII conte di Melville (1924-2012)[1]
- Alexander Leslie-Melville, XV conte di Leven, XIV conte di Melville (1984)

L'erede presuntivo è lo zio dell'attuale conte, Archibald Ronald Leslie-Melville (1957).